# 佐伯勇
佐伯 勇（さえき いさむ、1903年〈明治36年〉3月25日 - 1989年〈平成元年〉10月5日）は、日本の実業家。近畿日本鉄道（近鉄）の元社長、会長、名誉会長で、近鉄グループの総帥。プロ野球・近鉄バファローズのオーナーでもあった。アメリカの大陸横断鉄道の2階建てドームカーを参考にした、世界で初めての2階建電車による特急車のビスタカーの生みの親でもある。

## 来歴・人物
愛媛県周桑郡丹原町（現・西条市）で、佐伯源三郎の三男として生まれる。丹原小学校、松山中学（現・愛媛県立松山東高等学校）と進むが、父親の方針で京都一中（現・京都府立洛北高等学校・附属中学校）へ転校、さらに第三高等学校（旧制・三高）を経て東京帝国大学法学部を卒業した。
1927年4月に近畿日本鉄道の前身、大阪電気軌道（大軌）に入社。この時、社長の金森又一郎は帝大卒という高学歴を見て、かつて同じような学歴で入社したがすぐ辞めてしまった者がいたことから入社を渋り、部下の説得で何とか納得することが出来たといわれる。入社当初は近鉄ラグビー部（現在の近鉄ライナーズ）の初の練習にも参加している。
駅員や運転士などの現業に就いたのち、本社庶務課に配属。秘書課長や総務部長を経て、1947年3月15日に上層部が公職追放で辞任したのを受けて、43歳で取締役になる。同年4月、専務取締役となり、参議院議員を兼任していた村上義一社長に代わって経営の前線に立った。1949年、プロ野球球団・近鉄パールスを設立し、パシフィック・リーグに参加、初代オーナーとなり、以後30年以上にわたりオーナーを務めた。
1951年、7代目の社長に就任する。同社では初めて社員からの生え抜きでの起用となった。以後、近鉄を合併や路線延伸により当時の私鉄最大手へと押し上げ、高度経済成長期突入直後には、日本初の高加減速車「ラビットカー」や、世界初の本格的なダブルデッカー車「ビスタカー」など、技術的に評価の高い新型車両の導入を進め、1959年に伊勢湾台風の復旧に合わせて行った名古屋線の改軌ならびに名阪直通特急の実現化を初め、生駒・青山両トンネルの改良による輸送力増強、近鉄本社の阿倍野橋から創業の地の上本町六丁目（上六）への回帰、また近鉄百貨店や近畿日本ツーリストなど近鉄グループの拡大などを進めていき、近鉄中興の祖と呼ばれるようになった。
近鉄の社長を21年余り務め、1973年に会長に就任。以後もグループのトップとして経営を指揮し続け、1987年には代表取締役相談役名誉会長にまで登り詰めた。
1989年10月5日、近鉄バファローズのリーグ優勝に先立つこと9日で、肝不全のため大阪大学医学部附属病院で死去。86歳没。翌年1月、妻・千代子も後を追うようにして亡くなった。長男・幸男も、グループの都ホテル東京の常務などを務めた。

### 財界活動
大阪商工会議所会頭を1971年から1981年まで10年間務めたほか、経団連副会長など、財界でも幅広く活動した。
大商会頭就任直後に中国を訪問し、翌年の国交回復の足がかりともなった。また大商会頭5選を目指していた当時、長谷川周重が出馬、両者相打ちとなったことは大阪の財界をキタとミナミの真っ二つにした「第2次南北戦争」としてよく知られている。
この他、日本航空、関西電力、朝日放送などの取締役、日野自動車監査役なども務めた。また奈良県の地域密着型放送局を目指し、奈良テレビ放送の設立にも従事し、初代社長に就任した。

### プロ野球団を設立
近鉄を私鉄の日本一に築き上げたが、一方で野球は意のままにならなかった。1974年、西本幸雄を監督に迎え、1979年に創立30年目にして初優勝を果たした。また1989年に近鉄は2位オリックスにわずか1厘差での優勝を果たしたが、佐伯が死去した当日、オリックスに3.0ゲーム差をつけられて自力優勝の可能性が消滅していた。当時の仰木彬監督は後日、「（近鉄が優勝したのは）佐伯オーナーが守ってくれたからだ」と述懐している。近鉄の選手・マネージャー・スカウトを務めた荒井健は「佐伯オーナーが試合を観に来ることはほとんどない。お金も出さないからいい選手も取れなかった」などと話している。1990年1月、野球殿堂特別表彰。

### 芸術・教育とのかかわり
文楽や清元にも詳しく、文楽協会を1958年に設立し理事長を務めたほか、国立文楽劇場の誘致にも尽力した。1960年には学園前の丘陵地に大和文華館を開館。さらに帝塚山学園が1964年に帝塚山大学を開学する際には、三碓丘（現在の奈良市帝塚山四丁目）の敷地の提供と設立準備資金の協力も行っており、1975年から1989年まで帝塚山学園の理事長を務めた。
奈良県奈良市登美ヶ丘にあった自宅は近鉄の出資する財団によって、1994年に上村松園、上村松篁、上村淳之3代の日本画家の作品を展示する松伯美術館となった。また、出身地の愛媛県西条市丹原町には佐伯記念館・郷土資料館が設けられ、遺品などが展示されている。

## 著書
- 『運をつかむ 事業と人生と』実業之日本社、1980年10月。